# Enneada
Eneada sau Marea Eneadă a fost un grup de nouă zeități din mitologia egipteană adorat la Heliopolis: zeul soarelui Atum; copiii lui Shu și Tefnut; copiii lor, Geb și Nut; și copiii lor Osiris, Isis, Seth și Nephthys. Eneada îl include uneori pe fiul lui Osiris și Isis, Horus.

Atum
Shu
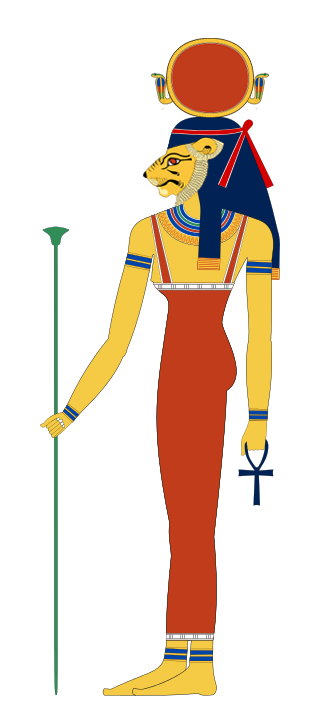
Tefnut
Geb
Nut
Osiris
Isis
Seth
Nephthys
Horus